# وگدال (مینه‌سوتا)
وگدال (به انگلیسی: Wegdahl) یک منطقهٔ مسکونی در ایالات متحده آمریکا است که در شهرستان چیپوا، مینه‌سوتا واقع شده‌است. وگدال ۲۸۸٫۰۴ متر بالاتر از سطح دریا قرار دارد.